# Maria Domenica Mazzarello
Maria Domenica Mazzarello (Mornese, 9 maggio 1837 – Nizza Monferrato, 14 maggio 1881) è stata una religiosa italiana, fondatrice della congregazione delle Figlie di Maria Ausiliatrice; nel 1951 papa Pio XII l'ha proclamata santa.

## Biografia
Maria fu la primogenita di sette figli di una modesta coppia di mezzadri, Giuseppe e Maddalena Calcagno, della parrocchia di Tramontana (AL). Nacque il 9 maggio 1837 e partecipò giovanissima al lavoro familiare. Iscritta all'Associazione delle Figlie di Maria Immacolata, vi insegnò il catechismo. All'età di 23 anni, fu colpita da una grave forma di tifo, che la cambiò non solo fisicamente. Decise così di imparare il mestiere di sarta e di aprire con un'amica, Petronilla, un laboratorio di sartoria per l'educazione delle ragazze.
Grazie anche alla protezione e all'opera del parroco del paese, don Pestarino, altre ragazze ne seguirono l'esempio e diedero vita a una comunità.
Nel 1864, conobbe don Giovanni Bosco, in visita a Mornese, che restò molto colpito dall'opera della ragazza. Fu lo stesso don Bosco, nel 1872, a sceglierla come iniziatrice dell'Istituto Figlie di Maria Ausiliatrice; nello stesso anno lei assunse i voti, assieme alle sue compagne.
Nel 1879 la casa madre dell'istituto fu trasferita a Nizza Monferrato e Maria Domenica vi morì nel 1881 all'età di 44 anni. Le sue spoglie riposano tuttora nel Santuario di Maria Ausiliatrice, a Torino.
Alla sua morte, l'Istituto delle Figlie di Maria Ausiliatrice contava già 165 suore e 65 novizie sparse in 28 case (19 in Italia, 3 in Francia e 6 in America).
Dopo la sua scomparsa, l'incarico di madre generale passò a madre Caterina Daghero.

## La beatificazione
I due miracoli, necessari all'epoca per la beatificazione, riguardano:
- Ercolina Mazzarello (non parente di Madre Maria Domenica), una bambina di quattro anni affetta da paralisi spinale infantile, una forma di poliomielite, ultimogenita di quattro figli. Nata nel luglio 1912 nei dintorni di Genova, a tre mesi accusò i sintomi della malattia, perdendo l'uso delle gambe. Nel 1916 sua madre, avendo letto in un libriccino dedicato a suor Maria Mazzarello, allora venerabile, che un bambino di quattro anni, pure affetto da paralisi, era guarito per l'intercessione della religiosa, iniziò una novena[2]. Il giorno dopo la fine della novena la bambina guarì improvvisamente, in presenza di diversi testimoni, riprendendo subito a camminare e a correre, senza più alcun sintomo della malattia, tra cui una grossa deformità ossea al petto[3][4].
- Rosa Bellavita di Paullo (Milano), dodicenne colpita da peritonite tubercolare ascitica, guarita il 19 marzo 1926. In entrambi i casi le guarigioni sono state giudicate istantanee, complete e durature, inspiegabili dal punto di vista scientifico[5].

Alla beatificazione, presieduta da papa Pio XI e avvenuta il 20 novembre 1938 a Roma, nella Basilica di San Pietro in Vaticano, erano presenti le due giovani miracolate: Ercolina Mazzarello, di 26 anni, e Rosa Bellavita, di 24.

## La canonizzazione

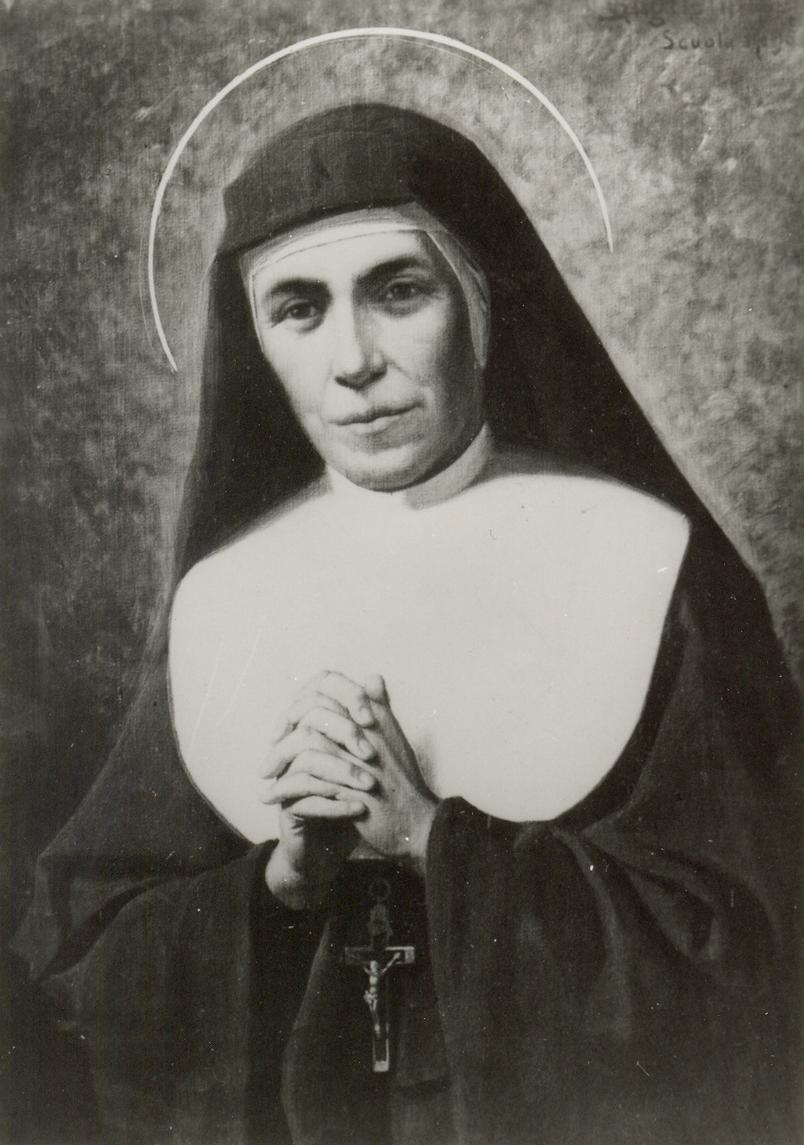
Santa Maria Domenica Mazzarello

La beata Maria Domenica Mazzarello fu canonizzata il 24 giugno 1951 da papa Pio XII.
Ai fini della canonizzazione, la Chiesa cattolica ha riconosciuto come miracolose le guarigioni di suor Maggiorina Avalle, F.M.A. (guarita istantaneamente a Roppolo Castello (Biella), il 15 agosto 1941, da setticemia diffusa, quando i medici le avevano dato poche ore di vita), e Carla Ramponi, di Castano Primo (Milano), guarita il 24 novembre 1946, all'età di 8 anni, da una nefrite acuta che l'aveva ridotta in fin di vita.
La memoria liturgica è stata fissata al 14 maggio.

## Filmografia
- Tralci d'una terra forte, regia di Giuseppe Rolando (1969)
- Maìn - La casa della felicità, regia di Simone Spada (2012)